# David Giuntoli
David C. Giuntoli (Milwaukee, 18 giugno 1980) è un attore statunitense.

## Biografia
David Giuntoli è nato a Milwaukee, nel 1980, da padre di origini italiane e madre di origini polacche e tedesche, ed è cresciuto a St. Louis, Huntleigh; vive e lavora a Portland. Si è diplomato presso la St. Louis University High School nel 1998 e nel 2002 ha conseguito una laurea in International Business and Finance alla Indiana University Bloomington.

## Carriera
Trasferitosi a Los Angeles per dedicarsi alla recitazione, ha lavorato con la compagnia teatrale Echo. Le sue prime apparizioni televisive furono nei reality show World Challenge Real (1998) e Road Rules (2003). Tra i suoi lavori più interessanti come interprete cinematografico si ricorda il film Finish Line - Velocità mortale (2008) di Gerry Lively.
Sempre nel 2008 recita accanto a Joanna García, Lucy Hale e Ashley Newbrough in cinque episodi della serie televisiva Privileged. Dal 2011 Giuntoli entra a far parte del cast principale della serie televisiva Grimm, in cui interpreta il ruolo del protagonista Nick Burckhardt.

## Vita privata
Nell'ottobre del 2014, tramite Twitter, conferma la sua relazione con la co-star di Grimm Bitsie Tulloch, con cui si sposa in Montana nel giugno del 2017. Nel febbraio del 2019 nasce la loro prima figlia, Vivian Grace Giuntoli.

## Filmografia parziale

### Cinema
- Weather Girl, regia di Blayne Weaver (2009)
- ComedyPOPS, regia di Abby Russell – cortometraggio (2009)
- 6 Month Rule, regia di Blayne Weaver (2011)
- Caroline and Jackie, regia di Adam Christian Clark (2012)
- 13 Hours: The Secret Soldiers of Benghazi, regia di Michael Bay (2016)
- Buddymoon, regia di Alex Simmons (2016)

### Televisione
- Veronica Mars – serie TV, 1 episodio (2007)
- Finish Line - Velocità mortale, regia di Gerry Lively – film TV (2008)
- Grey's Anatomy – serie TV, episodio 4x14 (2008)
- Privileged – serie TV, 5 episodi (2008)
- Cold Case - Delitti irrisolti (Cold Case) - serie TV, episodio 6x11 (2008)
- Private Practice – serie TV, episodio 4x05 (2010)
- Grimm – serie TV, 123 episodi (2011-2017)
- Un milione di piccole cose (A Million Little Things) – serie TV (2018-2023)

## Doppiatori italiani
Nelle versioni in italiano delle opere in cui ha recitato, David Giuntoli è stato doppiato da:
- David Chevalier in Privileged, Private Practice
- Andrea Mete in Un milione di piccole cose, High Potential
- Gabriele Marchingiglio in Nip/Tuck
- Fabrizio De Flaviis in Cold Case - Delitti irrisolti
- Francesco Meoni in 13 Hours: The Secret Soldiers of Benghazi
- Francesco Venditti in Grimm